# Air Tractor AT-501
Les Air Tractor AT-501, AT-502 et AT-503 sont des avions de travail agricole américains conçus par Leland Snow.

## Origine
Cette nouvelle famille de la gamme Air Tractor, et dont les essais ont débuté en 1984, se distingue des AT-300 et AT-400 par une voilure portée de 13,75 m à 15,2 m et un fuselage allongé de 56 cm, ce qui permet d’augmenter la capacité de la trémie (1 890 litres) et de prévoir un second siège, utilisable par un mécanicien, un instructeur, etc. 

## Les versions
- Air Tractor AT-501 : Le modèle de base biplace, dont le premier vol remonte au 25 avril 1986, qui conserve un moteur en étoile Pratt & Whitney R-1340.
- Air Tractor AT-502 : Monoplace dont le prototype a volé en avril 1987. Une turbine Pratt & Whitney PT6A-15R de 680 ch.
  - Air Tractor AT-502A : Premier vol en février 1992, remotorisation avec 1 Pratt & Whitney PT6A-45R de 1100 ch.
  - Air Tractor AT-502B : Turbine PT6A-15AG de 680 ch.
- Air Tractor AT-503 : Principale version de série, apparue en 1986. Biplace équipé d’une turbine Pratt & Whitney PT6A-45R de 1100 ch.
  - Air Tractor AT-503A : Sorti en 1990, c’est un biplace d’école en double commande à turbine Pratt & Whitney PT6A-34 de 750 ch et voilure courte, identique à celle du AT-401.